# Institut pour la protection de la nature de Serbie
L'Institut pour la protection de la nature de Serbie (en serbe cyrillique : Завод за заштиту природе Србије ; en serbe latin : Zavod za zaštitu prirode Srbije ; en abrégé : ZZPS) est un organisme public qui œuvre pour la conservation de la nature en Serbie. Il a été créé en 1948. Son siège est situé à Belgrade, la capitale de la Serbie, dans la municipalité urbaine de Novi Beograd.

## Structure
L'institut est divisé en 4 sections, dont la première est subdivisée :
- les zones naturelles protégées[2] :
  - les parcs nationaux[3] ;
  - les parcs naturels[4] ;
  - les paysages d'importance exceptionnelle[5] ;
  - les réserves naturelles et réserves spéciales[6] ;
  - les monuments naturels ;
  - les habitats protégés ;
- les zones de diversité géologique[7] ;
- les zones de diversité biologique[8] ;
- le réseau écologique[9].

## Autres services
L'institut est doté d'un service de relations publiques, avec un service de documentation, et d'un service orienté vers les médias. Il dispose également d'un service d'édition, d'un programme éducatif et d'une bibliothèque. 